# Ballabio
Ballabio är en ort och kommun i provinsen Lecco i regionen Lombardiet i Italien. Kommunen hade 4 049 invånare (2018).